# Корнілов Сергій Петрович
Сергій Петрович Корнілов (рос. Сергей Петрович Корнилов; нар. 14 серпня 1928, Ленінград, РРФСР — пом. 2 серпня 1996, Санкт-Петербург, Росія) — радянський футболіст, півзахисник, нападник. Тренер. Майстер спорту СРСР (1958). Заслужений тренер РРФСР (1987).

## Життєпис
Вихованець клубу «Електросила» (Ленінград), за який у другій групі першості СРСР 1946 зіграв три матчі. З 1948 року — гравець «Динамо» (Ленінград); провів 11 матчів, відзначився 2-ма голами у 1948 році, один матч у 1951 році. У 1950 році — у складі «Динамо» Московська область (КФК). Провів два матчі, відзначився одним голом у розіграші Кубку СРСР 1953 року за «Динамо-2» (клубну команду, яка виступала як володар Кубка Ленінграда). Грав за команди «Червона зірка» Петрозаводськ (1954), ОБО/СКВО Одеса (1956—1959).
У 1948—1954 працював тренером у ДЮСШ ленінградського «Динамо». Закінчив школу тренерів при ГДОІФК імені Лесгафта (1953). Тренер СКА Одеса (1965), СДЮШОР «Зміна» (1971-1996). Технічний директор жіночого петербурзького клубу «Аврора» (1996).
Нагороджений медалями «За оборону Ленінграда» (1944), «За доблесну працю у Великій Вітчизняній війні 1941—1945 рр.» (1945).
Помер 2 серпня 1996 року. Похований на цвинтарі крематорію у Санкт-Петербурзі.